# Camelia Potec

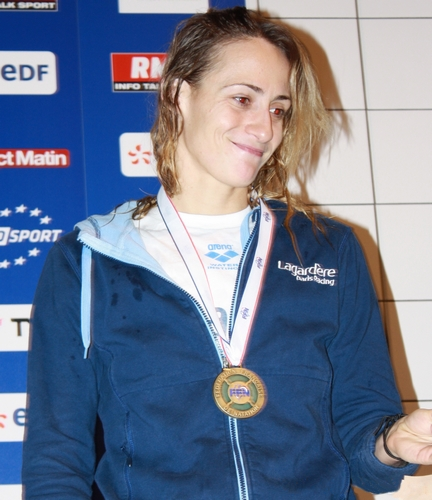
Camelia Potec

Camelia Alina Potec (Brăila, 19 februari 1982) is een Roemeens zwemster, gespecialiseerd op de vrije slag, die bij de Olympische Spelen van Athene (2004) de gouden medaille won op de 200 meter vrije slag.
Potec is lid van de Liceul cu Program Sportiv - Club Sportiv Municipal, en wordt getraind door Ion Ionescu. Haar internationale debuut maakte ze in 1995 bij de Europese Jeugd Olympische Dagen, alwaar de stayer zowel de 100 (1.04,68) als de 200 meter rugslag (2.20,36) won. Haar doorbraak bij de senioren volgde in 1997, toen ze de bronzen medaille won op de 200 vrij bij de Europese kampioenschappen langebaan (50 meter) in Sevilla.